# Петушевский, Оскар
О́скар Петуше́вский (пол. Oskar Pietuszewski; 20 мая 2008, Польша) — польский футболист, нападающий клуба «Ягеллония».

## Клубная карьера
Оскар Петушевский всю свою юношескую карьеру провел в академии «Ягеллонии».
В возрасте шестнадцати лет он дебютировал в основной команде во время финального отборочного раунда Лиги Европы УЕФА, против «Аякса» (3:0). 1 декабря 2024 года Петушевский дебютировал в Экстракласе против «Погони» из Щецина (1:1) и заменил Дарко Чурлинова на 80-й минуте матча.

## Карьера в сборной
В августе 2022 года он был вызван в сборную Польши до 15 лет. Он также вызывается в команду до 17 лет, где он дебютировал 20 августа 2023 года, против Уэльса (7:2). Петушевский забил свой первый гол за сборную Польши до 17 лет 3 октября на 27-й минуте против Швеции (2:1). Всего за команду он сыграл 15 матчей, забив 4 гола.